# Bromwasser
Bromwasser ist eine gesättigte wässrige Lösung von Brom.

## Eigenschaften
Da Brom nur schwer in Wasser löslich ist, entsteht eine braun gefärbte, verdünnte Brom-Lösung.
Durch die Disproportionierung zu Bromid und Hypobromit reagiert Bromwasser schwach sauer:
{\displaystyle \mathrm {Br_{2}\ +\ H_{2}O\longrightarrow \ Br^{-}\ +\ BrO^{-}\ +\ 2\ H^{+}} }
Die Reaktion wird durch Licht beschleunigt. Bromwasser wird daher in braunen, wenig lichtdurchlässigen Flaschen aufbewahrt.

## Verwendung
Bromwasser dient im Labor zum schnellen Nachweis von C=C-Mehrfachbindungen in organischen Verbindungen wie den Alkenen oder Alkinen. Wird eine organische Verbindung als Gas (beispielsweise Ethen) in Bromwasser eingeleitet oder als Flüssigkeit mit Bromwasser geschüttelt, wobei die Lösung farblos wird, so enthält die Probensubstanz mindestens eine C=C-Doppelbindung. Dieser Nachweis beruht auf einer elektrophilen Addition. Über eine heterolytische Spaltung von Br2 bildet sich mit den π-Elektronen der Doppelbindung ein Bromoniumion. Dieser Komplex reagiert dann mit einem Bromidion (Br−) zu 1,2-Dibromethan.
{\displaystyle \mathrm {H_{2}C{=}CH_{2}\ +\ Br_{2}\longrightarrow \ Br{-}CH_{2}{-}CH_{2}{-}Br} }
An Ethen addiert Brom. Es entsteht 1,2-Dibromethan.
In einer Nebenreaktion des Bromoniumions mit Wasser bildet sich auch 2-Bromethanol:
{\displaystyle \mathrm {H_{2}C{=}CH_{2}\ +\ Br_{2}\ +\ H_{2}O\longrightarrow \ Br{-}CH_{2}{-}CH_{2}{-}OH+\ HBr} }
Wird ein größerer Überschuss Natriumbromid zuvor im Bromwasser gelöst, entsteht nur 1,2-Dibromethan.
Die Reaktion von Bromwasser mit einem Alkan verläuft nur mit einem Katalysator und/oder unter energiereichem Licht. Dabei wird dabei ebenfalls das Bromwasser entfärbt, es entsteht jedoch auch noch Bromwasserstoff, da im Reaktionsmechanismus der radikalische Substitution ebenfalls der entsprechende Halogenwasserstoff entsteht. Dadurch ist die Unterscheidung von Alkanen und Alkenen sehr einfach möglich.
{\displaystyle \mathrm {C_{2}H_{6}\ +\ Br_{2}\longrightarrow \ C_{2}H_{5}Br\ +\ HBr} }
Substitutionsreaktion von Ethan und Brom. Es entstehen Bromethan und Bromwasserstoff.

## Sicherheitshinweise
Die entweichenden Bromdämpfe sind sehr giftig. Sie dürfen nicht eingeatmet werden, da die Bromdämpfe die Lungenbläschen und die Atemwege verätzen. Für Details siehe Artikel Brom.